# 페라비아주

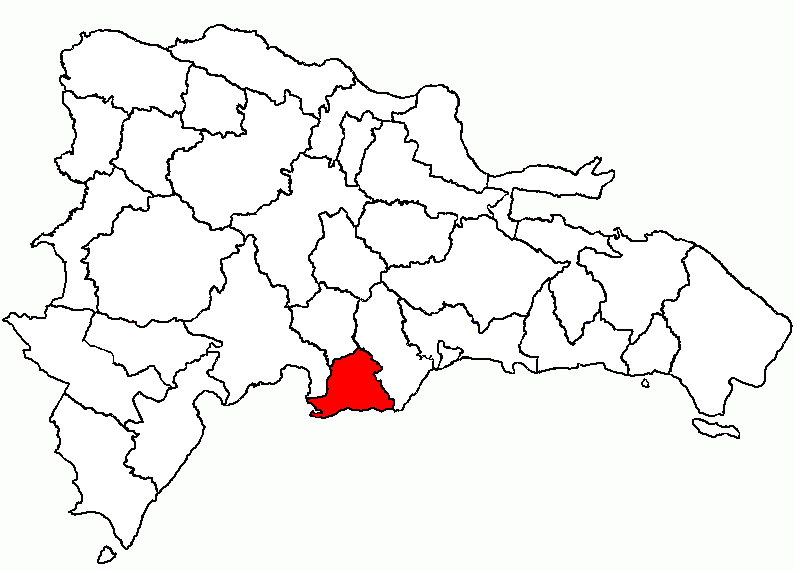
페라비아 주의 위치

페라비아주(스페인어: Peravia)는 도미니카 공화국 남부에 위치한 주로 주도는 바니이며 면적은 792.33km2, 인구는 217,241명(2014년 기준)이다. 1944년에 신설되었다.
북쪽으로는 산호세데오코아 주, 동쪽으로는 산크리스토발 주, 서쪽으로는 아수아 주, 남쪽으로는 카리브해와 접한다. 3개 지방 자치체와 10개 지구를 관할한다.